# Сансет Бич (Северна Каролина)
Сансет Бич (енгл. Sunset Beach) град је у америчкој савезној држави Северна Каролина.

## Демографија
По попису из 2010. године број становника је 3.572, што је 1.748 (95,8%) становника више него 2000. године.
| Група             | 2000.         | 2010.         |
| Белци             | 1.758 (96,4%) | 3.429 (96,0%) |
| Афроамериканци    | 9 (0,5%)      | 28 (0,8%)     |
| Азијати           | 7 (0,4%)      | 21 (0,6%)     |
| Хиспаноамериканци | 25 (1,4%)     | 67 (1,9%)     |
| Укупно            | 1.824         | 3.572         |